# Anamaera hixoni
Anamaera hixoni is een vlokreeftensoort uit de familie van de Maeridae. De wetenschappelijke naam van de soort is voor het eerst geldig gepubliceerd in 1985 door Thomas & J. L. Barnard.